# Neustadt/Harz
Neustadt/Harz település Németországban, azon belül Türingiában. Lakosainak száma 1105 fő (2020).

## Népesség
A település népességének változása:

| 2020 | 1 105 |